# Ulmeni
Ulmeni (Șilimeghiu jusqu'en 1926, Sülelmed en hongrois, Ulmendorf en allemand) est une ville roumaine du județ de Maramureș, dans la région historique de Transylvanie et dans la région de développement du Nord-Ouest.

## Géographie
Ulmeni est une commune située au bord de la Someș, affluent de la Tisa, à 35 km au sud de Baia Mare, la préfecture du județ, à 5 km de sa limite avec le județ de Sălaj.
La commune se compose de la ville d'Ulmeni et de 6 villages : Arduzel, Chelința, Mânău, Someș-Uileac, Tohat, Țicău et Vicea.
Lors du recensement de 2002, la répartition de la population entre les différents villages s'établissait comme suit :
- Ulmeni, 1 493 habitants.
- Arduzel, 913 habitants.
- Chelința, 1 349 habitants.
- Mânău, 1 126 habitants.
- Someș-Uileac, 875 habitants.
- Tohat, 255 habitants.
- Țicău, 765 habitants.
- Vicea, 377 habitants.

Elle est accessible par la route provinciale DJ 108 A et le chemin de fer car elle est située sur la ligne Baia Mare-Jibou.

## Histoire
La première mention écrite de la ville date de 1405 sous le nom hongrois de Sylelmed dans un document émanant de la cour du roi de Hongrie Sigismond de Luxembourg.
Elle apparaît sous le nom roumain de Sulelmegyul en 1753.
Elle appartient ensuite à l'Empire Austro-hongrois, comitat de Szatmár, jusqu'en 1920 où elle est remise à la Roumanie lors du Traité de Trianon. De 1941 à 1944, elle est annexée par la Hongrie et rendue à la Roumanie en 1944.
Son nom actuel de « Ulmeni » date de 1926. Ulmeni a obtenu le statut de ville en 2004.

## Politique
| Parti | Parti                                      | Sièges |
| ----- | ------------------------------------------ | ------ |
|       | Parti Mouvement populaire (PMP)            | 8      |
|       | Union démocrate magyare de Roumanie (UDMR) | 3      |
|       | Parti écologiste roumain (PER)             | 1      |
|       | Alliance des libéraux et démocrates (ALDE) | 1      |
|       | Parti social-démocrate (PSD)               | 1      |
|       | Parti national libéral (PNL)               | 1      |

## Démographie
La ville a toujours eu une majorité roumaine. Elle a abrité une petite communauté juive jusqu'à la Seconde Guerre mondiale pendant laquelle cette communauté a été exterminée par les Nazis au cours de la Shoah.
En 1910, la commune comptait 3 296 Roumains (63,3 % de la population totale) et 1 737 Hongrois (33,4 %).
En 1930, la commune comptait 3 629 Roumains (65,9 %), 1 446 Hongrois (26,3 %), 194 Juifs (3,5 %) et 225 Roms (4,1 %).
En 2002, on recensait 4 215 Roumains (58,9 %), 1 812 Hongrois (25,3 %) et une importante communauté rom de 1 113 personnes (15,6 %).
Lors du recensement de 2011, 51,77 % s'identifient comme roumains, 22,88 % comme hongrois, 21,60 % comme roms. Pour 3,63 % de la population l'appartenance ethnique n'est pas connue et 0,09 % appartiennent à une autre ethnie.
En 2011, la population de la ville est à 63,34 % orthodoxe, à 20,28 % réformée, à 9,82 % pentecôtiste, à 1,1 % Témoins de Jéhovah, alors que pour 9,2 % de la population, l'appartenance religieuse n'est pas connue et que 1,77 % de la population appartient à une autre religion.

## Économie
L'économie de la commune est essentiellement agricole. La répartition des 5 567 ha de terres agricoles est la suivante : 3 500 ha de terres arables, 1 468 ha de pâturages, 408 ha de prairies, 163 ha de vergers et 1 713 ha de forêts.
Quelques entreprises de confection, de préfabriqués de béton et de transformation du bois sont installées sur le territoire communal.